# پلیزنت ران (اوهایو)
پلیزنت ران (به انگلیسی: Pleasant Run) یک منطقهٔ مسکونی در ایالات متحده آمریکا است که در شهرستان همیلتون، اوهایو واقع شده‌است. پلیزنت ران ۵٫۴ کیلومتر مربع مساحت و ۴٬۹۵۳ نفر جمعیت دارد و ۲۲۸ متر بالاتر از سطح دریا واقع شده‌است.